# Ананичский сельсовет
Ана́ничский сельсовет (бел. Ананіцкі сельсавет) — упразднённая административная единица на территории Пуховичского района Минской области Белоруссии.

## История
В ноябре 1917 года был образован Пудицко-Слободской сельский Совет крестьянских депутатов с центром в деревне Пудицкая Слобода. В июле 1954 года центром сельсовета стала деревня Ананичи, в ноябре 1973 — деревня Ситники.
Названия:
- с ноября 1917 — Пудицко-Слободской сельский Совет крестьянских депутатов
- с января 1918 — Пудицко-Слободской сельский Совет рабочих, солдатских и крестьянских депутатов
- с февраля 1918 — Пудицко-Слободской сельский Совет рабочих, крестьянских и красноармейских депутатов
- с декабря 1936 — Пудицко-Слободской сельский Совет депутатов трудящихся
- с июля 1954 — Ананичский сельский Совет депутатов трудящихся
- с 7.10.1977 — Ананичский сельский Совет народных депутатов
- с 15.3.1994 — Ананичский сельский Совет депутатов[1].

Административная подчинённость:
- с ноября 1917 — в Клинокской волости Игуменского уезда
- сентября 1923 — в Клинокской волости Червенского уезда
- с июля 1924 — в Пуховичском районе[1].

Согласно решению Минского областного Совета народных депутатов от 28 июня 2013 года сельсовет упразднён. Населённые пункты включены в состав Туринского сельсовета.

## Состав
Ананичский сельсовет включал 10 населённых пунктов:
- Ананичи — деревня.
- Баськи — деревня.
- Дубровка — деревня.
- Капские — деревня.
- Кремени — деревня.
- Подбережье — деревня.
- Ситники — агрогородок.
- Слобода — деревня.
- Старый Двор — деревня.
- Хочин — деревня.